# Trichocorixa uhleri
Trichocorixa uhleri är en insektsart som beskrevs av Sailer 1948. Trichocorixa uhleri ingår i släktet Trichocorixa och familjen buksimmare. Inga underarter finns listade i Catalogue of Life.